# R-16 (漫画)
『R-16』（アールじゅうろく）は、原作：佐木飛朗斗、作画：桑原真也による日本の漫画作品。『ヤングマガジンアッパーズ』（講談社）2002年NO．21より隔週連載が開始され、同誌2004年NO．21の休刊に伴って『週刊ヤングマガジン』（講談社）に掲載誌を移籍し、2007年46号まで連載された。キャッチフレーズは「焦げつく魂、横浜無敵伝説」。2007年12月時点で累計発行部数は200万部を突破している。この物語で「R-16」というのは国道16号を指す。

## 概要
物語は主人公達の中学時代から高校時代を描いたもの。全12巻であり「夏の14歳」編（1巻～2巻）、「冬の15歳」編（3巻～4巻）、「春の13歳」編（5巻）、そして「高校生」編（6巻～12巻）に分かれている。また、初期の単行本では「夏の14歳」編、「冬の15歳」編、「春の13歳」編、「高校生」編とそれぞれ背表紙が異なっているが（5巻まではアッパーズKCからの出版）、後に「高校生」編のオレンジ色でまとめられており、全てヤンマガKCからの出版扱いになっている。また、小説版『R-16』として「秋の16歳」編が上下巻で刊行されている。
タイトルには「※【R-16】指定作品。16歳未満の方のご鑑賞にあたりましては、保護者のご配慮をお願い申し上げます」と併記されており、レイティングにおける「R指定」の意味合いを狙ったものとなっている。
2014年には、東直輝を新たな作画担当に迎えて新作続編『R-16R』が開始され、『月刊ヤングマガジン』（講談社）2014年4号より連載。

## あらすじ
横浜市立本牧中学に通う14歳の少年鳴海純弥はある日突然、先輩の猪瀬英樹から「タイマン命令」を言い渡される。その相手は幼馴染の親友門倉真希央であり、同じく幼馴染の安斉輝男は2人を止めるべく奔走する。思春期の葛藤、そして「強い生き物」に成るため、少年たちは苦闘する。

## 登場人物

### メインキャラクター
鳴海純弥
本作の主人公。音楽が大好きな銀髪の少年。仲間意識が強く、仲間の悪口を最も嫌う。自由を愛し、「自分の手の届くものは戦って守ること」が信条。南雲から譲り受けた爆麗の総長仕様のZIIに乗っているため様々な人間に狙われ波乱が絶えない。幼いころに実の母親を亡くしており、高校生の現在は父親の再婚相手の静枝とその娘の義理の妹可奈子との3人暮らし。また童顔のためか女性にモテるが、本人は自覚は無い。天性の気性と性格からか良くも悪くも人を惹きつけやすい。中学二年の夏に猪瀬から爆麗党のステッカーを譲り受ける。この出来事が後の彼の運命を大きく左右することとなった。高校生編では志曜館高校一年生。煙草はラッキーストライク（ソフト）を喫煙している。
続編である「16R」では、経緯は不明だが息子の純真が3歳の時に故人となっている。
愛車はヨシムラの直管をつけた日章カラーのカワサキ・750RS（ZII）
門倉真希央
純弥の同級生で幼馴染のオランダ人クォーター。灰色の瞳と赤味がかった髪は生まれつきのものであるが、昔はその身体的特徴を理由に峰夫達にいじめられていた。「春の13歳」編のゼンジ達のいじめによって「支配者の資質」に目覚め、不良グループのトップになる。実家は裕福で、地元の名士である銀行家の父親と、病弱の母親を持つ。自分の欲しい物を全て純弥が無自覚的に手に入れてしまうため、内心で純弥に劣等感を抱き敵視しているが、一方で心の底では今でも純弥を慕っている。中学の頃から幹部候補として爆麗党の集会に参加。高校生になった後は、ついに幹部昇格を果たした。髑髏のピアスが目印。高校の先輩で爆麗党の土橋を敵視していて、いつか始末したいと思っている。高校生編では蓮之葉学園高校一年生。煙草はパーラメントを喫煙している。
続編「16R」では、父親の跡を継ぎ銀行家になっている。美加とは政略結婚しており、長男；凌一郎と長女；瑠璃加の２人の子供の父親。息子の凌一郎とは自身が若りし頃そうであった様に、対立している。
愛車は猪瀬の乗っていた爆麗の幹部仕様のステッカーを貼った真紅のZ750FX
安斉輝男
純弥の同級生で幼馴染の一人。通称「テル」。単純な性格で誰とでも気軽に話ができ、周囲にすぐ打ち解けられる。在日韓国人で本名は「アン・キジョン」。両親はテルに本名で生きることを望んでいるが、本人にその意志はなく、「安斉輝男」の名前にも誇りを持っているという理由で日本名を名乗る。同じ在日韓国人であるハンスに誘われ民族学校に進学したが、他の仲間に受け入れられず、真希央のいる蓮之葉学園に編入した。しかしここでも差別に遭い居場所を無くしつつある。純弥の妹、可奈子に好意を持っているが相手にされていない。偶然千尋のいる解体屋にあった単車を見つけ「小さな自由」を手に入れた。奇しくもそれは猪瀬の乗っていたあのドリーム50だった。その後、真希央が爆麗にさらわれたと勘違いし純弥と連絡を取り、助けにむかう途中に横須賀の族にからまれ喧嘩になり、その際純弥を庇ってナイフで刺されてしまう。幸い加奈子にもらったCDのおかげで命に別状はなかったが、この事件がきっかけでテルの両親が純弥との交友を断つよう望むようになってしまう。
愛車はホンダ・ドリーム50
鳴海可奈子
本作のヒロインのひとり。純弥の一つ年下の義理の妹で静枝の娘。いつも純弥に世話を焼いており、喧嘩の度に説教している。いつ自分達の前から居なくなってしまわないか常に心配している。学校では大人しい優等生タイプ。真希央とは相思相愛だが、互いの複雑な境遇もあり、仲は進展しない。高校生編では本牧中学校三年生。
続編「16R」では、シングルマザーとして娘：多可子を育てていたが、１巻で再婚した。
猪瀬英樹
純弥達の一つ年上の先輩で幼馴染グループのリーダー格。重度のシンナー中毒で売人からもシンナーを盗んでいたため、一部の人間からは「パク猪」と呼ばれていた。母子家庭で家は愛川金融から借金をしていた。盗難したカワサキ・Z750FXとホンダ・ドリーム50を愛車としていた。爆麗党の南雲道清と面識があり、薬を止めるという条件で幹部候補に指名されたが結局シンナーを止めることが出来ず、最後は鷺山の児童公園で警察の追尾を振り切るため原付（ドリーム50）で逃走、誤って柵から転落死した。死ぬ前に島田ゆかりとの間に息子を残している（息子の名前も「英樹」）。様々なキャラと接点があり、彼の死後もその遺物は紆余曲折を経ながら純弥達三人の後輩が受け継いでいる。（幹部用の橙のステッカー、兎の足のキーホルダー、真希央のZ750FXやテルのドリーム50など）

### 志曜館高校
純弥達の通う高校で女子はお嬢様が多く、規律に厳しい。それに対して男子は2･3年生を初め「遊魂境」や「蛇破美会」のメンバーが名を連ねている模様。純弥達の学年は寿の影響でおよそ半数が善楽中出身者で占められている。通称は「シカン」。

### 生徒達
山咲千尋
志曜館高校の二年生。本牧中学時代からの主人公達の先輩。男性的でさばさばした性格。純弥に好意を持っていて、「冬の15歳」編では一緒に走るためにデートに誘うがすっぽかされてしまう。以来音信不通（ただし千尋は携帯を持っていなかった）だったが、今は仲直りして行動を共にすることが多い。メカいじりが好きで整備工のバイトをしている。初期はヘルメットをかぶっていたが今はノーヘル。さらさらのロングヘアだが一度だけショートカットにしたことがある。銘柄は不明だが喫煙者。
愛車はホンダ・CBX1000
城木美加
志曜館高校の二年生で中学時代からの寿の彼女。元々猪瀬と付き合っていたが、薬をやめられない猪瀬に見切りをつけ、寿に乗り換えた。背中には羅生門の鬼の刺青がある(ペーパータトゥーで寿も既知)。家は富裕層で、民政党の現職議員の父親が連れてくる相手と頻繁にお見合いをしている。煙草はホープを愛煙。
続編「16R」では真希夫と政略結婚しており、２児の母親。寿を殺した犯人を14年前からずっと捜している。
美濃原亜久里
志曜館高校の二年生だが大抵学校には不在。生徒はおろか教師にも恐れられている。父親がヤクザでは母親は黒人(描写なし)。喧嘩の強さは相当なもので寿や爆麗の幹部達も一目置かれている。猪瀬の後輩である純弥が爆麗のZIIに乗っていることを知り、学校に乗り込んで純弥とタイマンを張った。ビリヤードが得意。亜久里リビングストンという名もあるが、本名かどうかは不明。善楽中学の先輩である土橋にかねてから爆麗党への勧誘を受けていたが、寿と同様に興味は無く、遊魂境の13代統領になった。煙草はマールボロを喫煙している。
愛車はホンダ・CB750Fボルドール。
メグミ
志曜館高校の二年生。ソバカス顔の女の子で美加の連れ。家は中流家庭でカズトという弟がいる。表向きはお嬢様だが裏では援助交際や愛川興業に薬を売ったりして小遣いを稼いでいる。入矢に一目惚れした。メールで出会ったと思われる次期最高検事総長候補No.1と言われる二階堂但馬と肉体関係を持つも、居合わせたマスコミに二階堂からお金を貰ったところを写真に収められ、とっさに無理矢理犯られた（誘われた?）と答えてしまう。
続編「16R」にも引き続き登場。経緯は不明だが、二階堂但馬と結婚しており、息子の真琴がいる。
名梨
純弥のクラスメイト。純弥とは明神小学校からの同級生。かなりの女好きでかわいい女の子はほとんどチェックしている。昔はゼンジ達と行動していたが現在は純弥と行動を共にし、ポストテル的存在。美加に惚れている。
ひろみ
純弥の同級生でクラスメイト。さつきと共に席位置は中学の頃から同じ。純弥に好意を持っているが気づいてもらえず、中学校の三年間ずっと片思いだった。純弥には名前すら覚えてもらえていない。「夏の14歳」編では一コマだけ登場。髪の分け目につけているヘアピンがトレードマーク。愛読書はボードレールの詩集「悪の華」。
続編「16R」にも登場。純弥と結ばれたらしく、息子：純真を授かっているが、息子は義母に預け自身は海外に暮らしている。
さつき
ひろみの中学の同級生。ひろみ同様「夏の14歳」編で一コマだけ登場している。

### 寿會
恩田寿が発足した組織。寿や他のメンバーは特攻服のようなものを着ているが暴走族ではなく、一種の「歩き部隊」（または徒歩暴走族）。善楽中の生徒を中心にかなりの大人数。
恩田寿
志曜館高校の一年生、横浜最強の善楽中学から来た「最凶」の男。背中には渡辺綱の刺青を背負い、遊魂境や蛇破美会連中にも恐れられている。同級生はもとより、2つ、3つ年上の人間も眼中にない。「強さ」に関して独特な視点と並々ならぬ執着心をもっていて、喧嘩の強さは常軌を逸している。自らは他者を支配しようとせず、「記号」や「単位」ではなく、境界線のない全部を手に入れ全てを統治し君臨すると豪語している。同級生にも関わらず純弥が気になるようで仲間にも度々話をしていた。中学時代から爆麗党の忌部に幹部候補に推薦され、次期特攻隊長かと噂されたが徐々に心が離れていき、真希央が幹部に選出されるのとほぼ同時期に単独で「寿會」を結成。爆麗党には「総長の南雲道清と幹部の忌部敬一郎がいる限り一定の敬意を払う」と意思を表明するが、因縁のある真希央に売られた喧嘩は買っている。家には父親しかおらず、母親は父親の娘で現在は故人。
愛車は無く、二輪、四輪も操れるが専ら徒歩で、いわゆる徒歩暴走族に近い。
イサオ
キチジと共に善楽中のNo.2で「狂走コンビ」と呼ばれていた寿の舎弟。キチジと寿を追いかけて志曜館高校へ進学。
キチジ
イサオと同じく寿の舎弟だが、美加と一緒にいることも多い。美加には不満もあり、二度反旗を翻そうとするも丸め込まれている。舌ピアスをしていて、いつも舌を出している。またイチャついたカップルが嫌いで、見かけると必ず絡む。
ヨシミツ
寿の舎弟の一人。それなりの力を持っていて、南雲の顔も知っていた。
ヨシユキ
寿の舎弟。スキンヘッド。美濃原にアゴを砕かれた。
タカオ
寿の舎弟。髪型はモヒカンリーゼント。

### 蓮之葉学園高校
横浜の最低最悪の高校で通称「パーガク」。生徒のほとんどが爆麗のメンバーで三年には幹部の土橋がいる。一年生は真希央を初めゼンジや峰夫達が在籍している。

### 生徒達
沢野善二
本牧中時代からの真希央の舎弟。真希央に次ぐ地位だったが峰夫が登場してからその地位を峰夫に奪われてしまった。ゆえにまとめ役としては少々頼りない。しかし、支離滅裂で自分勝手な真希央や峰夫と比べて筋を心得た常識人で、現実的な参謀として善二は優秀と言える。だが、真希央の気を引きたいがために爆麗のメンバーにそそのかされ真希央の単車に細工をするという暴挙に出てしまう。少し変わった髪型をしている。
愛車はホンダ・ライブディオZX
ユーゴ
ゼンジのグループのメンバー。
貞夫
ゼンジのグループのメンバー。
峰夫
港葉中出身の三人組の一人。真希央とは小学校が同じでよくイジメていた。中二の夏に再び三人で脅しをかけたが逆に反撃され自分のナイフで口を裂かれてしまった。それ以降、真希央恐怖症だったが、いつの間にか舎弟になっていた。真希央に一番忠誠を尽くしていて、真希央のためなら何でもする。
蓮司
港葉中三人組の一人。金髪。
良和
港葉中三人組の一人。ドレッドヘアー。

### 主人公達と接点・関わりのある少年達
入矢由紀男
純弥達の小・中学校の同級生。中学生編では「春の13歳」編のみ登場。横浜のチーマー系のチーム「泥眼」のリーダー。レスポールというギターのレプリカを持っていて、そのつながりで純弥と親友関係に。猪瀬や島田ゆかりと同じ団地に住んでいて、父親は無職。「団地の万引き少年」と世間に噂され自身も盗んだCDを売りさばいて生計を立てていたがそこを泥眼に付け入られ金蔓にされてしまう。次第に要求がエスカレートしていき最終的には純弥に助けを求めたが、その直後自分は夜逃げをしてしまった。三年後純弥と再会を果たすが入矢はすでに自分の過去に支配され、自分に万引きをさせていた泥眼のメンバーになっていた。さらに純弥が自分のギターを持っていることを知り反発。お互い確執が生じてしまった。泥眼の下っ端に、過去に自分が万引きをさせられていたかの如く、遠野稜一郎のCDを万引きをさせている。本当は父親の事を心配して、純弥とも一緒にいたいと思っている。
音楽の才能がありギターとバイオリンを弾くことが出来る。
愛車はヤマハ・マジェスティ
島田ゆかり
純弥達と同い年で16歳の少女。中学二年の時に猪瀬の子を身ごもり、15歳で一児の母に。それが原因で両親からは勘当されてしまい地元のスーパーで働きながら生活している。猪瀬は彼女を気に入っていて、お医者さんごっこする程の仲だった。猪瀬の母親に名前を聞かれとっさに父親と同じ名前の「英樹」と命名。現在は子育てに奮闘中である。
菊村雅親
純弥と千尋が朝比奈峠で出会った少年。千尋の元彼らしく、単車や煙草などの不良のいろはを教えた人物。美加と同じくショートホープ（ショッポー）を愛飲。爽やかな外見で好青年に見えるがその正体は湘南鎌倉で勢力を拡大している六代目「魔利死天」の頭。ツインエンジンを好み愛車はカワサキ・W650
ハンス
テルと同じ在日韓国人。テルから純弥の話を聞き、呼びつけ喧嘩を売るが敗れる。テルを仲間に引き入れようとした。
テヒ
在日韓国人女性でテル（輝男・キジョン）の従兄弟。在日韓国人のグループをまとめている。純弥に興味を示している。ボーイッシュな容姿だが、テルが刺された際、同胞をやられた怒りから当事者の二人組みに事故を誘発させるなど、過激な一面を見せた。
愛車はメルセデス・ベンツ
ジノン
テヒと一緒にいた大柄な男。在日韓国人。
ゴキエ
可奈子の友達で純弥のファン。本名は五島。
ミユキ
可奈子の友達でゴキエと同じく純弥のファン。

### 横浜神音天道會爆麗党
横浜の暴走族で通称「爆麗」。横浜では絶対的な権力を持っており、他チームからも別格扱いされている。その力は他県にも及ぶ。現在は十一代目で総長は南雲道清。元々弱小（ただしヤクザの視点から）チームだったが南雲に代替わりしてからはヤクザも恐れる武闘派チームに変貌した。
南雲道清
優しそうな容姿だが、県下最強の暴走族「爆麗党」の総長。国道（R-16）の支配者。かつて、他のチームがヤクザにシノギを支払う中、彼はそれを拒否。日本刀を片手に単身滑沢の所に乗り込み愛川興業を壊滅させた。しかし、無敵の看板を代償に自身も足を潰されて車椅子生活を余儀なくされている。以後後悔と自責の念に駆られ今もなお苦しみ続けている。大人・子供問わず、街の人間からは境界線を越えた「無敵」の象徴として羨望と畏怖の眼差しで見られている。現在は自分と関わった人間の行く末を見守る傍観者の立場（立たざるを得ない）に立っており、一部の例外を除いて組織には一切関与しない。猪瀬に幹部仕様のステッカーを渡し、彼亡き後は純弥に自分の単車を与えた。しかし、自らの理念に反し、幹部と純弥には爆麗の引退を表明し、自分の中の何かを変えるために憎んでいた天海の結社の跡継ぎになることを決意した。煙草はセブンスター（ソフト）を喫煙している。
ピアノの腕はプロ級で子供達にレッスンをしていた描写がある。今はリハビリに奮闘中で紗柚理という恋人がいる。
忌部敬一郎
爆麗党の特攻隊長。寿の先輩で当初から寿を幹部候補に推薦していたが、候補に真希央が選ばれてしまったため現在は大人しくしている。他のメンバーに比べ登場回数が少なく、寿とはほとんど携帯電話で会話しており、直接会話しているシーンはない。
愛車は寿が中二の時に借りていた橙の火の玉カラーのZII（絞りハン）。キチジいわく「ワルガキの憧れ」の単車。
久我直哉
爆麗党の幹部。忌部と同格だが肩書き不明。中学の頃から真希央の面倒を見ていて、特攻服を貸して自分の単車のケツに乗せたりしていた。かなり陰湿な性格で自分の面子のためなら真希央にも容赦しない。左目の上に傷がある。
愛車は幹部のステッカーを貼った紫の火の玉カラーのZII（紫テール）。
土橋
爆麗党のナンバー3で親衛隊のケンメリを転がす南雲の専属運転手。大黒天通りのバイク屋「土橋輪業」の息子。蓮之葉学園の三年生で留年している。どちらかと言えば忌部よりで久我の後輩である真希央を嫌っている。真希央をコゾー呼ばわりしており本人も逆らえない。普段はしかめっ面だがバイクをいじっている時はとても楽しそうな表情を見せる。純弥のZIIをツケで修理するなど面倒見のいい部分もあり、亜久里の単車も土橋の店で整備している。初登場時は何故か単車に乗っていた。
狩屋
爆麗党幹部親衛隊の一人。

### 周囲の大人達

#### 愛川興業
滑沢達のいる暴力団。様々な事業に手を広げており、現在は「あいかわぐるーぷ」の名で表面上合法化した。キャバクラやライブハウスの経営など合法事業を経営すると同時に、闇軽油や合法ドラッグの密売、暴走族からのミカジメなど非合法事業も行っている。暴走族関係では爆麗党と南雲道清に組織を潰されて以降、その名前は禁句になっている。
愛川恭五郎
愛川興業の組長と思われる。前身はテキ屋であり、その際に兄貴分である恩田寿の父親から斡旋を受けている。美濃原亜久里の父親を舎弟に持ち、滑沢を使い門倉真希央の父親と通じて政界入りを画策する。天海の結社に入るに当たって恩田寿の父親に挨拶に向かった。
滑沢
愛川興業の幹部。カシラと呼ばれている事から若頭と推測される。現在は「あいかわぐるーぷ」の統括部長の肩書きを持ち、そこかしこに登場している。真希央、美濃原の父親を初め他キャラとは間接的に関わりが多い（千尋のいたキャバクラやひろみ達のライブハウスなど）。ちなみに純弥達を後輩と言っていたことから彼も本牧中学出身であると考えられる。美濃原亜久里の父親を「叔父貴」と呼んでいるが血縁関係ではなく渡世上の関係と思われる。小柄だが、自分よりも大柄の堂本をパンチ一撃で沈めるなど、意外に腕っ節が強い。ミカジメをめぐる爆麗との抗争で過去に南雲と対峙しており、重傷を負わせるものの失禁するほどの恐怖を感じ屈服した。以来、南雲と爆麗の名を聞くと激しく狼狽し、愛川興業では禁句とされている。煙草はハイライトを喫煙している。
堂本
愛川興業の構成員。猪瀬の家に借金の取立てに来ていたが猪瀬にボコられ、そのケジメとして滑沢にもボコられたかわいそうな奴（南雲の名前を出したあとにもボコられた）。遊魂境と蛇破美会のケツ持ちをしているがいまいち抑えきれていない。
沢野一徳
愛川興業の構成員で滑沢の専属運転手。シノギ関係では合法ドラッグの仕入れを担当（メグミが仮病を使い処方箋を調達している）。ゼンジの兄で、弟には「アンちゃん」と呼ばれている。同居していないにも関わらず毎日様子を見に来るなど家族思いな一面もある。母親にはヤクザではなく正業についていると報告するが信用されていない。貧窮に喘ぐ実家の状態を見るにつけ、家庭を持つということに疑問を持っている様子。

#### 鳴海家
純弥の父親
純弥の実の父で可奈子の義父。妻を亡くした後、静枝と再婚したが事業に失敗して自暴自棄に陥り、静枝に暴力を振るっていた。家出をし行方を暗ましていたが、実は静枝に生活費を工面してもらっていることが判明した。愛車は、BMW7シリーズ。本人曰く、V12は最強。
鳴海静
可奈子の実の母で純弥の義母。純弥の無茶な行動も責めず優しく見守っている。純弥の父親に生活費を渡しているようだがどんな仕事をしているかは不明。かなり若い。

#### 門倉家
真希央の父親
横浜で絶大な影響力を持つ銀行家で「ぺるそな銀行」頭取。政治家(城木美加の父親)やヤクザ(愛川工業)等に幅広いパイプを持つ。門倉家の養子でこのことがコンプレックスになっている。真希央や亜紀子を「出来損ない」や「あれ」と称し蔑んでいる。また自身も真希央からは「豚」と言われ、真希央と亜紀子の話になると錯乱し、その度、滑沢の用意した女性に泣きつき多額の金を落としている。そのため愛川興業のシノギに大きく貢献している。談合汚職に関して高等検察庁の二階堂但馬にマークされ一時は危機に陥るが、検事長である二階堂自身のスキャンダルで追及が逸れ難を脱した模様。
門倉亜紀子
真希央の母親でオランダ人のハーフ。真希央と同じく瞳が灰色で髪が赤い。病弱の為か屋敷に居ることが多く、酒浸りでろくに食事もとっていない。自分にそっくりの真希央を邪魔者扱いしている。入矢に出会ってからは頻繁に外出するようになり、彼と稜一郎を重ね合わせている模様。夢遊病に冒されている。
お時さん
門倉家の使用人。何気ない一言から「兎の足のキーホルダー」を持つ真希央に、猪瀬が生前に隠した赤いFXを探すきっかけを与えた。真希央が心を開ける数少ない人物の１人。

#### 安斉家
テルの父親
顔の描写はなく、台詞もない。
テルの母親
テルをいつも心配しているが自身は貧乏のため家計に追われ、かまってやれる余裕がない。
純弥達（日本人）に対して疎外感を持っていて、純弥が病院で会った際、「キジョンはあなた達とは違う。」と冷たく突き放した。

#### 恩田家
寿の父親
寿と同じく背中一面に刺青を彫っており、柄は不動明王。寿と60歳の年齢差がある。職業は宮大工。暴力団「愛川興業」組長の愛川恭五郎はかつての舎弟分。
寿の母親
寿の父親が芸者の女性に産ませた実の娘であり、故人。寿を産み落とした後死亡。写真だけが登場している。

#### 入矢家
入矢の父親
アルコール中毒。息子が団地の万引き少年と言われていたにも関わらず、それに甘えて酒を買うお金をせびっていた。息子に自分の体の事を心配されている事に気付き、昔の由紀男を取り戻すために姥捨山で黒のレスポールを探し続けている。

#### その他
遠野稜一郎
夭折の天才バイオリニスト。故人。飛行機事故により他界した。
若き日の門倉亜紀子と恋仲にあったが、亜紀子の母親に結婚を反対された模様。無伴奏で「バッハ」、「イザイ」、「パガニーニ」と三枚のCDを出している。入矢に面影がよく似ている。
二階堂但馬
東京高検の検事長で次期最高検検事総長候補No1。
庁内では非主流派ながら辣腕で知られ「高検の二階堂」や「鬼検事」という通り名がある。メールで出会ったと思われるめぐみと肉体関係に。その後、めぐみにお金を渡したところをマスコミに写真に収められ、とっさにめぐみに無理矢理犯られた（誘われた？）と言われ絶体絶命の危機に。煙草はキャメルを喫煙している。
おばあ
猪瀬や入矢の住んでいた港湾団地でモツ煮の屋台を営む老女。素性と名前は不詳ながら、付近の子供たちに「おばあ」と親しまれる。純弥達三人をはじめ、千尋や南雲とも面識がある。